# Andjéty
Andjety est un dieu funéraire de la mythologie égyptienne. Tout comme Osiris, Andjety décidait de la renaissance du défunt dans l'Au-delà. Son lieu de culte majeur était Bousiris, la capitale du neuvième nome de Basse-Égypte le nome d'Andjety. Il était représenté sur l'enseigne-fétiche du nome sous la forme (probable) d'un roi tenant le sceptre Héqa et le flagellum Nekhekh, coiffé d'une couronne Hénou : des cornes de bélier que surmonte un cône encadré de deux plumes retenues par un long ruban retombant dans le dos.
Son nom signifie sans doute « Celui d'Andjet », Andjet étant le nom égyptien de Bousiris. Quelques auteurs voient en Andjety un roi prédynastique du delta du Nil qui fut divinisé après sa mort, bien que le dieu ne soit mentionné qu'à partir de la Ve dynastie, dans les textes des pyramides, présidant les nomes de l'Orient.
Au Nouvel Empire, il fut représenté dans le temple de Séthi Ier à Abydos. Toutefois, Osiris, qui lui avait emprunté ses attributs, finit par le supplanter, tout comme Bousiris fut supplanté par la ville sainte d'Abydos.